# Д’Аркур д’Олонд, Жорж
Жорж Тревор Дуглас Бернар д’Аркур д’Олонд (фр. Georges-Trevor-Douglas-Bernard d'Harcourt d'Olonde; 4 ноября 1808, Брайтон — 30 сентября 1883, Гюрси (Сена и Марна), маркиз д’Аркур — французский политик и дипломат, член Палаты пэров.
Младший сын Амеде Луи Шарля Франсуа д’Аркур д’Олонда, маркиза д’Аркура, и Элизабет Софи Аркур де Пендли.
9 марта 1842 по праву наследования стал членом Палаты пэров, вместо своего отца, умершего в 1831. Примыкал к орлеанистам, после революции 1848 года ушел из политики, став частным лицом.
Долгое время жил в Англии, вернулся на государственную службу в президентство Мак-Магона. 3 сентября 1873 был назначен послом в Вену, 8 мая 1875 — в Лондон. Проявлял недовольство реакционными тенденциями во французской внутренней политике, публикуя протестные статьи в республиканских газетах, но оставался на службе до окончания Септената.
Подал в отставку 30 января 1879, при известии об уходе Мак-Магона с поста президента.

## Награды
- Кавалер ордена Почетного легиона (11.05.1874)
- Офицер ордена Почетного легиона (9.01.1877)

## Семья
Жена (5.08.1841): Жанна Пола де Бополь де Сент-Олер (1817—1893), дочь Луи Клера де Бополь де Сент-Олера, графа де Сент-Олера, и Луизы Шарлотты Виктории дю Рур де Бомон-Бризон.
Дети:
- Бернар Пьер Луи д’Аркур д’Олонд (1842—1914), маркиз д’Аркур. Жена: Маргерит де Гонто де Бирон (1850—1953), дочь графа Этьена Шарля де Гонто де Бирона и Шарлотты Фитцджеймс
- Луи Эммануэль д’Аркур д’Олонд (1844—1928), виконт д’Аркур
- Полина д’Аркур д’Олонд (1846—1922). Муж (24.10.1865): Поль Габриель Отнен де Клерон, граф д’Оссонвиль (1843—1924)
- Амеде (Виктор Амеде Констан) д’Аркур д’Олонд (1848—1935), граф д’Аркур. Выпускник Сен-Сира, полковник 168-го пехотного полка, офицер ордена Почетного легиона (11.07.1908). Жена (29.06.1881): Габриель де Ла Гиш (1856—1947), дочь Филибера Бернара де Ла Гиша и Матильды де Рошешуар де Мортемар
- Алина д’Аркур д’Олонд (1852—1943)
- Луи д’Аркур д’Олонд (1856—1946). Шеф эскадрона, литератор. Жена (11.01.1886): Мари Жюли Луиз Ланжюине (1865—1949), дочь Поля Анри Ланжюине и Луиз Пиллет-Уилл
- Катрин д’Аркур д’Олонд (1859—1944). Муж (19.07.1890): Анри Франсуа Жозеф Бюде де Пюимегр, граф де Пюимегр (1858—1940)